# دوما (تانسیلا)

دوما شهری در شهرستان تانسیلا در استان بانوا در بورکینافاسوی غربی است و جمعیت آن ۱,۱۵۴ نفر است.